# Walter Rohland
Walter Rohland (* 14. Dezember 1898 in Inden (Rheinland); † 26. Februar 1981 in Ratingen) war ein deutscher Metallurge, Unternehmer und Funktionär der Rüstungs- und Montanindustrie. Ab 1943 war er Vorstandsvorsitzender der Vereinigte Stahlwerke. Im nationalsozialistischen Deutschen Reich nahm er in Speers Reichsministerium für Bewaffnung und Munition führende Positionen ein.

## Leben
Paul Walter (eigentlich Walther) Rohland war Sohn eines Textilfabrikanten und nahm als Freiwilliger von 1917 bis 1918 am Ersten Weltkrieg teil. Nach Kriegsende studierte er bis 1923 Hüttenwesen in Aachen und promovierte zum Doktor-Ingenieur. 
Als Metallurge bekleidete Rohland verschiedene Positionen in der Vereinigten Stahlwerke AG bzw. in Tochterunternehmen des Konzerns. Ab 1926 wurde er beim Montankonzern Bochumer Verein von dessen Generaldirektor Walter Borbet als sein „persönlicher Sachbearbeiter Stahl“ protegiert. Von 1930 bis 1940 leitete er das Werk der Tochter Deutsche Edelstahlwerke AG in Krefeld  und war Mitglied des Vorstands dieser Aktiengesellschaft von 1933 bis 1940.
Zum 1. Mai 1933 trat Rohland der NSDAP bei (Mitgliedsnummer 2.267.484). Er übernahm von 1940 bis 1943 die Leitung des „Sonder- (später Haupt-)ausschusses Panzerwagen“ im Reichsministerium für Bewaffnung und Munition und war damit Verantwortlicher für die Rationalisierung und Organisation der Panzerproduktion. Seit 1942 war er zusätzlich Vorsitzender des Industrierats im OKH und gilt deshalb als mitverantwortlich für Zwangsarbeit und Ausbeutung der besetzten Gebiete. Im Juni 1943 erhielt er das Ritterkreuz des Kriegsverdienstkreuzes.
Parallel zu seiner politischen Laufbahn entwickelte sich auch seine Karriere in der Vereinigten Stahlwerke AG; 1941 wurde er Mitglied des Vorstandes und übernahm ab 1943 den Vorsitz. Das Kriegsende erlebte er in Hohenlimburg, das eine regionale NSDAP-Hochburg war und in der Rüstungsindustrie eine große Rolle für den Bau von Kampfpanzern spielte.
Rohland gilt als Vertrauter Albert Speers und verhinderte zusammen mit dem Reichsminister für Bewaffnung und Munition die konsequente Durchführung des Nerobefehls vom 19. März 1945, der u. a. eine Vernichtung der industriellen Grundlagen an der Ruhr vorsah.
Nach dem Zusammenbruch des Großdeutschen Reichs 1945 wurde Rohland von den französischen Alliierten in Absprache mit den Briten und Amerikanern während eines Besuches bei seiner Familie verhaftet. Ab Anfang Oktober 1945 saß er auf Schloss Kransberg bei Frankfurt am Main im Vernehmungszentrum Camp Dustbin (dt. „Mülleimer“), wo die Spitzen der Wissenschaft, Technik und Rüstungsorganisation des NS-Regimes, Albert Speer, Wernher von Braun, Hermann Oberth, Karl-Otto Saur, Hans Kehrl, Fritz Thyssen, Hermann Röchling und andere inhaftiert und befragt wurden. Im September 1946 wurde er zwecks Vorbereitung auf seine Vorladung als potentieller Angeklagter im Nürnberger Prozess und Zeuge im Verfahren gegen Friedrich Flick und Alfried Krupp von Bohlen und Halbach in eine Zelle in der Justizvollzugsanstalt Nürnberg gesteckt. Erst im September 1947 wurde er entlassen.
1948 erhielt er im Rahmen der Entnazifizierung eine Einstufung als „Mitläufer“. Er arbeitete seitdem mit seinem „Westdeutschen Ingenieurbüro Dr. Rohland GmbH“ (Wedexro) erfolgreich als Berater der Industrie. Beratend tätig war er u. a. bei der Gründung des größten Stahlherstellers Indonesiens, Krakatau Steel in Cilegon, Banten.
Sein Buch Bewegte Zeiten legt, laut Hans-Erich Volkmann, beredtes Zeugnis von der Bedingungslosigkeit, mit der sich Vertreter der Großindustrie in den Dienst der NS-Kriegswirtschaft gestellt haben, ab. Obwohl er sich über weite Strecken in der Kunst des Verschweigens übt, zeigt er den ununterbrochenen Kommunikationsstrang zwischen Hitler und der Großwirtschaft auf, der für die Vorkriegszeit wegen der mangelhaften Quellenlage sonst nur bruchstückhaft erkennbar ist.
Rohland war Mäzen und Ehrenbürger der RWTH Aachen. In den 1950er Jahren ließ er den damals noch privaten Poensgenpark in Ratingen umgestalten und 1977 für Besucher öffnen. Die Stadt Ratingen erwarb den Park 1984.

## Privates
In erster Ehe war Rohland ab 1924 mit Martha (1900–1966) verheiratet, Tochter des Neurologen Max Nonne (1861–1959) und dessen Gattin Henny Heye (1874–1955). Ihr Sohn wurde der spätere Elberfelder Theologe Edzard Rohland (1929–2014). 1971 heiratete Rohland in zweiter Ehe Henriette Elisabeth Cramer (1901–1994).

## Sonstiges
Rohland taucht in der Presse und Literatur als Funktionär gelegentlich mit der Bezeichnung Panzer-Rohland auf – bedingt durch seine Funktion in den 1940er-Jahren als Leiter des Panzer-Ausschusses im Rüstungsministerium. Albert Speer nannte ihn in seiner Biografie Erinnerungen den Panzer-Diktator.
Eine besondere Rolle spielte Rohland als Entlastungszeuge für Albert Speer, der stets behauptete, vom Holocaust keine genaue Kenntnis gehabt zu haben. Rohland unterschrieb eine eidesstattliche Erklärung, dass er zusammen mit Speer die Gauleitertagung vom 6. Oktober 1943 verlassen habe, noch bevor sich Heinrich Himmler in seiner zweiten dortigen Posener Rede offen und eindeutig zur Ermordung der europäischen Juden bekannte. Der Filmemacher und Autor Heinrich Breloer fand später bei Recherchen im Nachlass von Speer heraus, dass Speer eine selbst formulierte Entlastungsaussage von Rohland abzeichnen ließ.
In der Nachkriegszeit unterstützte Rohland die Angehörigen seines ehemaligen Vorgesetzten Albert Speer im Rahmen des „Rudolf-Wolters-Schulgeldfonds“ finanziell.